# Jun Matsumoto (attrice)
Jun Matsumoto (松本海希?, Matsumoto Jun; Kanagawa, 14 gennaio 1959) è un'attrice giapponese, da non confondere con l'omonimo attore e cantante degli Arashi Jun Matsumoto.
Specificamente recita per la televisione, ma si è fatta notare anche in film per il cinema,fin dai primi anni '90.

## Filmografia

### Televisione
- Ataru (serie televisiva) (TBS, 2012, ep8)
- Saikō no jinsei no owarikata - Ending Planner (TBS, 2012, ep7)
- Legal High (Fuji TV, 2012, ep2)
- Aishiteru~Kizuna~ (NTV, 2011)
- Deka Wanko (NTV, 2011, ep1)
- Shinzanmono (TBS, 2010, ep4)
- Juui Dolittle (TBS, 2009, ep7)
- Kyumei Byoto 24 Ji 4 (Fuji TV, 2009, ep5)
- Shōkōjo Seira (2009)
- Majo Saiban (Fuji TV, 2009)
- Room of King (Fuji TV, 2008, ep1)
- Tsugaru Kaikyo Mystery Koro (Fuji TV, 2008)
- Sasaki fusai no jingi naki tatakai (TBS, 2008, ep8)
- Hataraki Man (NTV, 2007, ep5)
- Yama Onna Kabe Onna (Fuji TV, 2007, ep4)
- Sakurasho no Onnatachi (TV Asahi, 2007)
- Tokkyu Tanaka San Go (TBS, 2007)
- Kiken na aneki (Fuji TV, 2005)
- Oniyome Nikki (Fuji TV, 2005)
- Shiawase ni Naritai! (TBS, 2005, ep2)
- Warau Sannin Shimai (NHK, 2005)
- Tiger & Dragon (TBS, 2005)
- Honto ni Atta Kowai Hanashi 2 Tsukareta Byoin (Fuji TV, 2004, ep7)
- Ningen no Shomei (Fuji TV, 2004)
- Orange Days (TBS, 2004)
- OL Zenido (TV Asahi, 2003)
- Kokoro (serie televisiva) (NHK, 2003)
- Shoro Nagashi (NHK, 2002)
- Trick 2 (TV Asahi, 2002)
- Kisarazu Cat's Eye (TBS, 2002)
- Kochira Dai San Shakaibu (TBS, 2001)
- Haru-chan 5 (Fuji TV, 2001)
- Mukodono! (Fuji TV, 2001)
- Suzuran (NHK, 1999)
- Karin (serie televisiva) (NHK, 1993)
- Ten Made Todoke
- San nen B-gumi Kinpachi-sensei

### Cinema
- 2001: Go (film)
- 2002: Inochi